# عزلة الاعروق (تعز)
عزلة الاعروق هي إحدى عزل مديرية حيفان في محافظة تعز اليمنية ويبلغ تعداد سكانها 25410 نسمة حسب التعداد السكاني في اليمن لعام 2004.
تميز سكان العزلة بمُزاولت العديد من الانشطة التجارية ومن البيوت التجارية المعروفة في العزلة هي مجموعة شركات هائل سعيد أنعم التي انشأها المرحوم الحاج/ هائل، رحمه الله، و الحاج على محمد سعيد، أطال الله بعمره.
كما تقلد العديد من الاشخاص من نفس العزلة المناصب السياسية من أمثال عبد الغني مُطهر، عضو مجلس قيادة ثورة 1962م وكذا الدكتور/ عبد الغني علي أحمد، وزير الخزانة والأقتصاد بعد قيام الثورة.

## روابط خارجية
- الجهاز المركزي للإحصاء بالجمهورية اليمنية
- المركز الوطني للمعلومات باليمن نسخة محفوظة 10 أبريل 2015 على موقع واي باك مشين.
- World Gazetteer:Yemen
- الدليل الشامل